# Matheus (basquetebolista)
Matheus dos Prazeres Costa (Franca, 1 de abril de 1980) é um jogador brasileiro de basquetebol., que disputou sete temporadas no NBB.
Atuou SKY/Basquete Cearense. Atualmente joga no Franca Basquetebol Clube.

## Títulos
Franca
- Campeão da Supercopa de Basquete: 2008
- Campeão do Campeonato Paulista: 2000, 2006 e 2007

Automóvel Clube Fluminense
- Campeão do Campeonato Carioca: 2003
- Vice-campeão do Campeonato Carioca: 2004

São José
- Vice-campeão do Novo Basquete Brasil: 2011-12
- Campeão do Campeonato Paulista: 2009
- Vice-campeão do Campeonato Paulista: 2011
- Jogos Regionais: 2009, 2010 e 2011
- Jogos Abertos do Interior: 2009, 2011
- Jogos Abertos Brasileiros: 2010